# Lord of the Lost
Lord of the Lost – niemiecki zespół rocka gotyckiego pochodzący z Hamburga. Powstał w roku 2009, założony przez frontmana i wokalistę Chrisa Harmsa.
Muzyka Lord of the Lost łączy kilka styli, takich jak metal czy glam rock, z mocnymi akcentami rocka gotyckiego, industrialu ale i muzyki klasycznej. W wywiadach dla magazynu Orkus czy portalu Subexistance, Chris Harms jako inspiracje wymieniał takich artystów jak Rammstein, Marilyn Manson, Nine Inch Nails, Roxette czy Lady Gaga. Zespół reprezentował Niemcy w 67. Konkursie Piosenki Eurowizji (2023), zajął ostatnie, 26. miejsce w finale.

## Historia
Zespół, założony w 2009 roku, początkowo był projektem solowym. Założyciel, Chris Harms nie był nowicjuszem na scenie muzycznej, uprzednio w latach 1999-2004 był wokalistą i gitarzystą w rockowej grupie Philae a w latach 2004-2007 wokalistą i gitarzystą glam-rockowej grupy The Pleasures, udzielał się także w rozmaitych innych projektach muzycznych, takich jak Big Boy czy Unterart. Po nagraniu kilku pierwszych utworów i publikacji ich na MySpace, Chris zauważył bardzo pozytywne recenzje i doszedł do wniosku, że warto skompletować pełny zespół do występów na żywo. Członków dobrał spośród swoich przyjaciół, również udzielających się na muzycznej scenie Hamburga i przystąpił do nagrywania pierwszego pełnometrażowego albumu. Projekt początkowo nazwany po prostu Lord, z czasem zmienił nazwę, Harms chciał w ten sposób uniknąć potencjalnych konfliktów o nazwę z takimi zespołami jak Lordi czy The Lords.
W roku 2009 ukazał się debiutancki singel Dry The Rain poprzedzający wydany ostatecznie w 2010 nakładem niezależnej wytwórni Out of Line pierwszy album grupy zatytułowany Fears. Jeszcze tego samego roku zespół przystąpił do nagrywania kolejnego albumu, zatytułowanego Antagony i udał się na duże turné obejmujące międzynarodowe występy na takich festiwalach jak Wave-Gotik-Treffen, Wacken Open Air czy M'era Luna. Opublikowany wiosną 2011, singel Sex on Legs anonsował drugą płytę grupy Antagony. Album określany jako pierwsze wydawnictwo koncepcyjne ukazał się wkrótce potem, a promowany był trasą koncertową supportującą grupę Mono Inc. zatytułowaną Viva Hades. Latem 2012 roku zespół opublikował swój trzeci album Die Tomorrow, a jeszcze przed ukazaniem się tego wydania na rynku rozpoczynają się prace nad czwartą płytą zatytułowaną From The Flame Into The Fire. W październiku 2012 zespół uczestniczył wraz z Letzte Instanz w ich trasie Ewig-Tour. Kolejne turné rozpoczyna się wiosną, jest to wspólna z Unzucht trasa Darkness Kills. Jesienią tego samego roku ma miejsce kolejne turné We are the Lost tym razem wspólne z zespołem Lost Area a w październiku Lord Of The Lost bierze udział w wydarzeniu Gothic Meets Klassik odbywającym się w Leipzig Gewandhaus, wykonując utwory wspólnie z Orkiestrą Symfoniczną Zielonej Góry.
W lutym 2014 następuje istotna zmiana w składzie: perkusista Christian Schellhorn opuszcza grupę, a jego miejsce zajmuje Tobias Mertens. Miesiąc później zespół odbywa swoje pierwsze turné po Stanach Zjednoczonych. Turné to dochodzi do skutku dzięki crowdfundingowi, w ciągu dwóch miesięcy sponsorzy i fani uzbierali ponad 12 tys. dolarów, przekraczając zakładane potrzebne 10 tys. dolarów. Pierwszy czysto akustyczny album grupy, Swan Songs, ukazuje się w marcu 2015 roku i dociera na 34 pozycję zestawienia GfK_Entertainment_Charts. Nagrania dokonano podczas występów na żywo, w ramach cyklicznej imprezy Out of Line Weekender w Berlinie, która odbyła się w tym samym miesiącu. W roku 2015, Lord of the Lost publikuje EP'kę Full Metal Whore. Hasłem wiodącym turné promujące płytę było motto „Make Love Make War”, a trasę supportowały takie zespoły jak Darkhaus, Eyes Shut Tight, Vlad In Tears czy Erdling. Efektem tego turné była wydana w grudniu 2015 roku płyta A Night To Remember – Live Acoustic In Hamburg, w skład publikacji wchodziło DVD i akustyczne live CD.
Pierwszy singel z nadchodzącego nowego albumu Empyrean, „The Love of God”, ukazał się w maju 2016. Niedługo później odbyło się pierwsze wielkie turné zespołu po Europie Make Europe Great Again (M.E.G.A.). Wzięły w nim udział takie gwiazdy jak Combichrist, Filter, czy na koncertach w Niemczech Rabia Sorda. Album ostatecznie ukazuje się pod koniec lipca  2016 roku, i jest drugim w karierze zespołu albumem koncepcyjnym. Wydanie Empyrean poprzedziło premierę koncertową na wolnym powietrzu projektu pobocznego uczestników zespołu o nazwie The Lord Of The Lost Ensemble. Jest to akustyczno-klasyczny zespół wspierany przez muzyków klasycznych, a na tę okoliczność dołączył również były perkusista grupy Christian „Disco” Schellhorn. 
Kolejna ważna zmiana w zespole wydarzyła się w grudniu 2016. Gitarzysta Bo Six ogłosił, że opuszcza zespół z powodu przyczyn prywatnych i zawodowych. Jego miejsce na początku stycznia 2017 zajmuje nowy gitarzysta π (Pi). Nie był to koniec zmian kadrowych: w lipcu 2017 Tobias Mertens ogłosił, że z podobnych przyczyn zaprzestaje działalności w Lord of the Lost, jego miejsce perkusisty na koncertach zajmuje Niklas Kahl (ex Stahlmann, Erdling). Po tych zmianach, we wrześniu 2017, Lord of the Lost wziął udział w brytyjskiej części zatytułowanego Hell Yeah turné grupy KMFDM. W październiku zespół miał dołączyć też do amerykańskiej części tej trasy. podczas koncertów Chris Harms i π mieli wystąpić na scenie wraz KMFDM w charakterze gitarzystów, prócz własnego setu Lord of the Lost. Ta część turné nie doszła jednak do skutku ze względu na odmowę przyznania wiz przez rząd Stanów Zjednoczonych.
Zespół gościł w Polsce 23 czerwca 2016 roku w gdańskim klubie B90 oraz 13 lipca 2019 roku w ramach festiwalu Castle Party w Bolkowie.
Pod koniec stycznia 2023, zespół został ogłoszony jednym z dziewięciu uczestników niemieckich eliminacji eurowizyjnych Unser Lied für Liverpool, do których zgłosił się z piosenką „Blood and Glitter”, wydaną cyfrowo 24 grudnia 2022. 3 marca wystąpił w finale selekcji i zajął pierwsze miejsce, dzięki czemu został wybrany na reprezentanta Niemiec w 67. Konkursie Piosenki Eurowizji, organizowanym w Liverpoolu.

## Skład

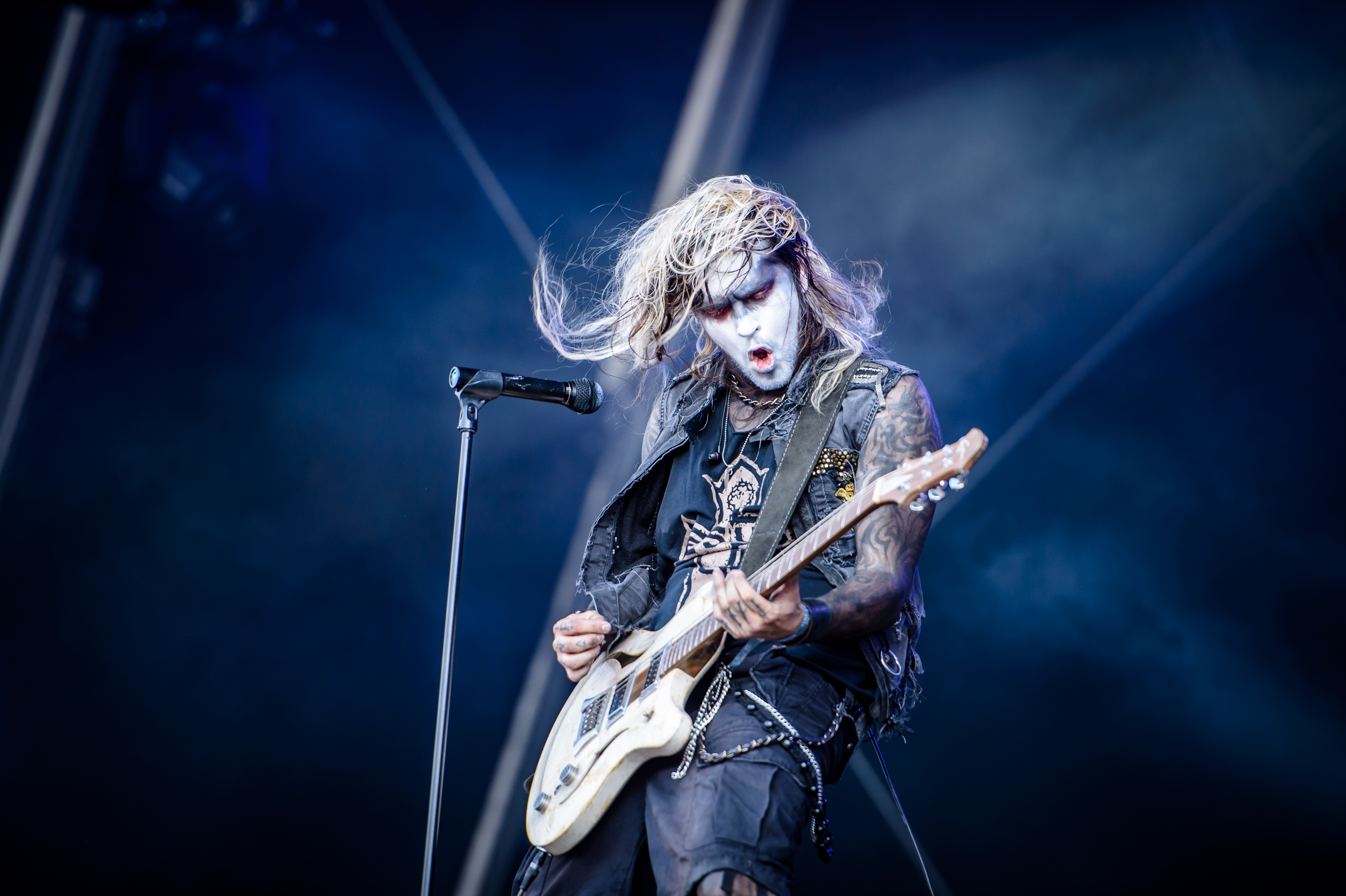
Chris „The Lord” Harms podczas występu w ramach festiwalu Rockharz Open Air 2017.

### Obecny
- Chris „The Lord” Harms – wokal, gitara, wiolonczela (od 2007)
- Klaas „Class Grenayde” Helmecke – gitara basowa (od 2008)
- Gerrit „Gared Dirge” Heinemann – pianino, syntezatory, perkusja, gitara, theremin (od 2010)
- Pi „π” Stoffers – gitara (od 2016)
- Niklas Kahl – instrumenty perkusyjne (od 2017)

### Byli członkowie
- Sensai – gitara (2008–2010)
- Sebsta Lindström – gitara (2008–2011)
- Any Wayst – instrumenty perkusyjne (2008–2011)
- Borislav „Bo Six” Crnogorac – gitara (2009–2016)
- Christian „Disco” Schellhorn – instrumenty perkusyjne (2012–2014)
- Tobias Mertens – instrumenty perkusyjne (2014–2017)

## Dyskografia

### Albumy studyjne
- 2010: Fears
- 2011: Antagony
- 2012: Die Tomorrow
- 2014: From the Flame Into The Fire
- 2016: Empyrean
- 2017: Swan Songs II
- 2018: Thornstar
- 2020: Swan Songs III
- 2021: Judas
- 2022: Blood and Glitter
- 2023: Weapons of the Mass Seduction

### Albumy Live i Kompilacje
- 2013: We Give Our Hearts (Live auf St. Pauli)
- 2015: Swan Songs (Acoustic/Classical)
- 2015: A Night To Remember – Live Acoustic in Hamburg
- 2019: Till Death Us Do Part - Rarities & Remixes
- 2019: Till Death Us Do Part - Best Of

### EP'ki
- 2012: Beside & Beyond
- 2014: MMXIV (3-Track EP wyłącznie dla Sonic Seducer)
- 2015: Full Metal Whore
- 2016: Eisheilige Nacht 2016 (wraz z Erikiem Fishem, CD/7" barwny dysk; Sonic Seducer ekskluzywna edycja winylowa z 11/2016 limitowana do 499 kopii) – zawiera covery dwóch utworów Nine Inch Nails i Nicka Cave'a

### Single
- 2009: „Dry The Rain”
- 2011: „Sex on Legs”
- 2012: „Die Tomorrow”
- 2013: „See You Soon” incl. Von Anfang an (wraz z Holly Loose z Letzte Instanz)
- 2014: „Afterlife”
- 2014: „La Bomba”
- 2014: „Six Feet Underground”
- 2016: „The Love Of God”
- 2017: „Waiting For You To Die”
- 2017: „Lighthouse”
- 2017: „The Broken Ones”
- 2023: „Blood and Glitter”

### Albumy winylowe
- 2014: Six Feet Underground (4-ścieżkowy barwny winyl)
- 2015: Full Metal Whore (9-ścieżkowy barwny winyl)

### DVD
- 2012: Black To The Roots
- 2014: One Night – Lord Of The Lost & The Zielona Góra Symphony Orchestra – Live in Leipzig
- 2015: A Night To Remember – Live Acoustic in Hamburg

### Exclusive Sampler Contributions
- 2011: Do You Wanna Die Without A Scar (na kompilacji Sonic Seducer Cold Hands Seduction Vol. 117)
- 2011: Death Doesn't Kill You But I Do (na kompilacji Out of Line Awake The Machines, Vol. 7)

### Remiksy i nagrania z innymi artystami
- 2012: Kannst Du mich seh'n (Remix) Staubkind
- 2012: Deine Zeit Läuft Ab (St. Pauli Symphonic Version by Lord Of The Lost) Unzucht
- 2012: Eye M The Blacksheep (Remix by Chris Harms and Corvin Bahn)  Rabia Sorda
- 2012: Eisblumen na Anniversary Sampler dwudziestolecia Subway to Sally
- 2012: Deep Inside (Remix) Fragile Child
- 2013: Bitte Schlag Mich (shattered by Lord of the Lost) Ost+Front
- 2013: Pandora's Box (Cover) Solitary Experiments
- 2013: In My Darkest Hour Together with Mono Inc. na ich albumie koncertowym Nimmermehr
- 2014: Für Immer Remix for Subway to Sally (na kompilacji Sonic Seducer Sampler Medieval Special Vol. XII Issue 03/2014)
- 2014: Krieger Remix for Blutengel na ich płycie Black Symphonies
- 2014: Die Erde Brennt Remix Joachim Witt na Neumond Ltd. Edition
- 2014: Sonne, Mond & Todesstern (Remix by Lord of the Lost) Ost+Front
- 2015: Der Zeitdieb Remix Tanzwut
- 2015: Der Luftschiffharpunist Remix Coppelius
- 2015: Satans Fall cover Saltatio Mortis
- 2015: All the things you say Remix Solar Fake
- 2016: Sexschuss remix Heldmaschine
- 2016: Children Of The Dark z Mono Inc., Joachimem Wittem i Tilo Wolffem

### Teledyski
- 2009: „Dry the Rain” (Reżyseria: Nikola Stahl)
- 2010: „Last Words” (Reżyseria: Nikola Stahl)
- 2011: „Sex on Legs” (Reżyseria: Nikola Stahl)
- 2011: „Prison” (Reżyseria: Chris Harms)
- 2012: „Beyond Beautiful” (Reżyseria: Moritz Krebs)
- 2012: „The Tomorrow” (Reżyseria: Katya Tsyganova)
- 2013: „See You Soon” (Reżyseria: Jasmin Kreft)
- 2013: „Credo” (Reżyseria: Christian Beer)
- 2014: „Afterlife” (Reżyseria: Matteo Fabbiani)
- 2014: „La Bomba” (Reżyseria: Michel Briegel)
- 2014: „Six Feet Underground” (Reżyseria: Matteo Fabbiani)
- 2014: „Kingdom Come” (Reżyseria: Katya Tsyganova)
- 2015: „Lost In A Heartbeat” (Reżyseria: Lisa Morgenstern)
- 2015: „Full Metal Whore” (Reżyseria: Matteo Fabbiani)
- 2016: „The Love of God” (Reżyseria: Harun Hazar)
- 2016: „Drag Me To Hell” (Reżyseria: Michel Briegel)
- 2016: „In Silence” (Reżyseria: Matteo Fabbiani)
- 2017: „Raining Stars” (Reżyseria: Matteo Fabbiani)
- 2017: „Waiting For You To Die” (Reżyseria: Matteo Fabbiani)
- 2017: „Lighthouse” (Reżyseria: Matteo Fabbiani)
- 2017: „The Broken Ones” (Reżyseria: Matteo Fabbiani & Chiara Cerami)
- 2017: „My Better Me” (Reżyseria: Matteo Fabbiani & Chiara Cerami)
- 2018: „On This Rock I Will Build My Church” (Reżyseria: Matteo Fabbiani & Chiara Cerami)
- 2018: „Morgana” (Reżyseria: Matteo Fabbiani & Chiara Cerami)
- 2018: „Haythor” (Reżyseria: Matteo Fabbiani & Chiara Cerami)
- 2018: „Black Halo” (Reżyseria: Nelis Friedrichs)